# Stazione di San Martino Valle Caudina-Montesarchio-Pannarano
Stazione di San Martino Valle Caudina-Montesarchio-Pannarano vasútállomás Olaszországban, amely San Martino Valle Caudina, Montesarchio és Pannarano településeket szolgálja ki.

## Vasútvonalak
Az állomást az alábbi vasútvonalak érintik:
- Benevento–Cancello-vasútvonal

## Kapcsolódó állomások
A vasútállomáshoz az alábbi állomások vannak a legközelebb:
- Stazione di Cervinara (Stazione di Napoli Centrale)
- Tufara Valle-Apollosa railway station (Stazione di Benevento)